# Courcemain
Courcemain ist eine französische Gemeinde mit 87 Einwohnern (Stand: 1. Januar 2022) im Département Marne in der Region Grand Est. Sie gehört zum Kanton Vertus-Plaine Champenoise und zum Arrondissement Épernay. 

## Lage
Die Gemeinde Courcemain liegt an der Superbe, etwa 23 Kilometer nordöstlich von Romilly-sur-Seine und an der Grenze zum Département Aube. Sie ist umgeben von folgenden Nachbargemeinden:
|                | Faux-Fresnay                                |                 |
| Saint-Saturnin | Kompassrose, die auf Nachbargemeinden zeigt | Plancy-l’Abbaye |
|                | Boulages                                    |                 |

## Bevölkerungsentwicklung
| Jahr                       | 1962 | 1968 | 1975 | 1982 | 1990 | 1999 | 2008 | 2018 |
| -------------------------- | ---- | ---- | ---- | ---- | ---- | ---- | ---- | ---- |
| Einwohner                  | 171  | 173  | 160  | 144  | 114  | 112  | 130  | 99   |
| Quellen: Cassini und INSEE |      |      |      |      |      |      |      |      |

## Sehenswürdigkeiten
- Kirche Saint-Martin